# César-Constantin-François de Hoensbroeck
Ne doit pas être confondu avec François-Henri de Hoensbroeck.
César-Constantin-François de Hoensbroeck (ou Hoensbroech), né Cesar Constantijn Frans van Hoensbroeck le 28 août 1724 au château d'Oost (nl), près de Eijsden, et mort le 3 juin 1792 , est un prince-évêque de Liège surnommé le « bourreau roux » de 1784 à 1792. Avant-dernier prince-évêque de Liège, il dirige la principauté lorsqu'éclate la révolution liégeoise, en écho à la Révolution française.

## Biographie
Il était le fils d'Ulric Antoine de Hoensbroeck et de la comtesse Anne de Nesselrode d'Elneshoven. La famille de Hoensbroek est originaire du village de Hoensbroek dans l'actuelle province du Limbourg hollandais.
Il étudie à Heidelberg et devient chanoine au chapitre de la cathédrale d'Aix-la-Chapelle avant de devenir prince-évêque de Liège jusqu'en 1792.
Pendant son règne, il tente de défaire les réformes progressistes de Velbrück, son prédécesseur, en rétablissant tous les privilèges du clergé et de la noblesse. Il ne partage pas du tout les aspirations libérales du tiers état et se montre peu sensible à la misère de son peuple, ce qui le rend très impopulaire. Les Liégeois le nomment le « tyran de Seraing », du nom du lieu où se trouvait la résidence d'été des princes-évêques.

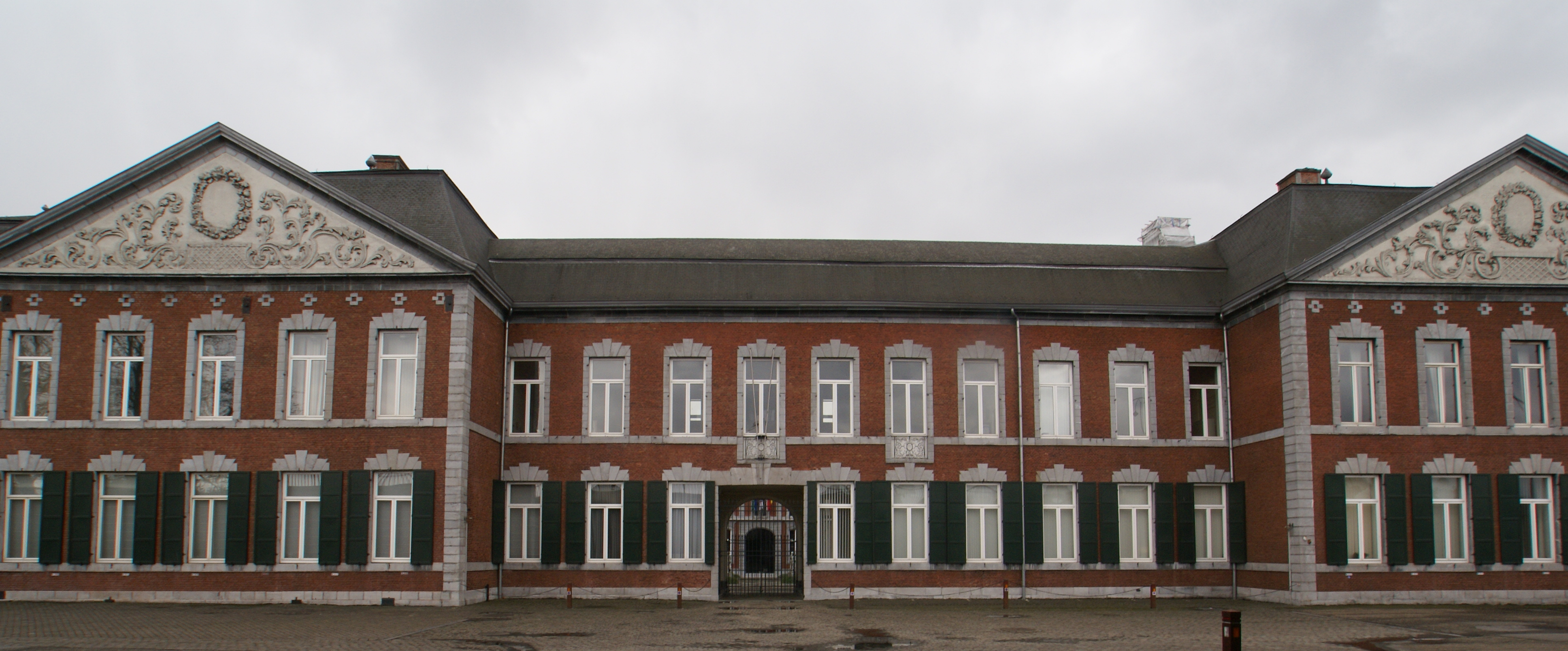
La résidence d'été des princes évêques à Seraing.

Sa popularité baissera continuellement jusqu'à ce que la population vienne le réveiller dans sa résidence de Seraing pour l'emmener au palais de Liège afin d'exiger de sa part des réformes qu'il ne réalisera jamais.
Le 13 septembre 1790, il fuit avant de revenir le 13 février 1791 sur le trône épiscopal, grâce aux troupes autrichiennes.
Son neveu, qui n'est pas beaucoup plus sensible ni aux changements ni à l'esprit du temps, François de Méan, lui succédera à sa mort le 3 juin 1792.
Ses cendres reposaient anciennement dans la Cathédrale Notre-Dame-et-Saint-Lambert mais depuis la Révolution, celle-ci se situent dans le collatéral Nord de la Cathédrale Saint-Paul de Liège.